# Едирне (1867 – 1877)
„Едирне“ е османски вестник, излизал в Одрин, Османската империя от 1867 до 1877 година.

## История
Вестникът излиза и се печата в Одрин, като е наречен на турското му име Едирне. Подобно на русенския вестник „Дунав“ и вестник „Солун“ е официален орган на Одринския вилает и фактически официоз на правителството. Списва се на турски, гръцки и български език. Редактори на българската част на изданието са последователно хаджи Георги Паламидов и Стоян Джансъзов.